# FC Nantes - AS Saint-Étienne en football
La confrontation entre le Football Club de Nantes et l'Association sportive Saint-Étienne a été une rivalité importante du championnat de France de football entre 1964 et 1984.
Sur cette période, l'AS Saint-Etienne remporte neuf championnats tandis que le FC Nantes en remporte six, n'en laissant que six aux autres clubs. Les deux clubs terminent même trois fois aux deux premières places, en 1967, 1974 et 1981. Les deux clubs se sont également affrontés en finale de la Coupe de France 1970.
La rivalité est tout d'abord sportive, le but étant la suprématie sur le football national, mais également philosophique et culturelle entre deux villes opposées.

## Histoire de la rivalité

### Premières oppositions (années 1960)

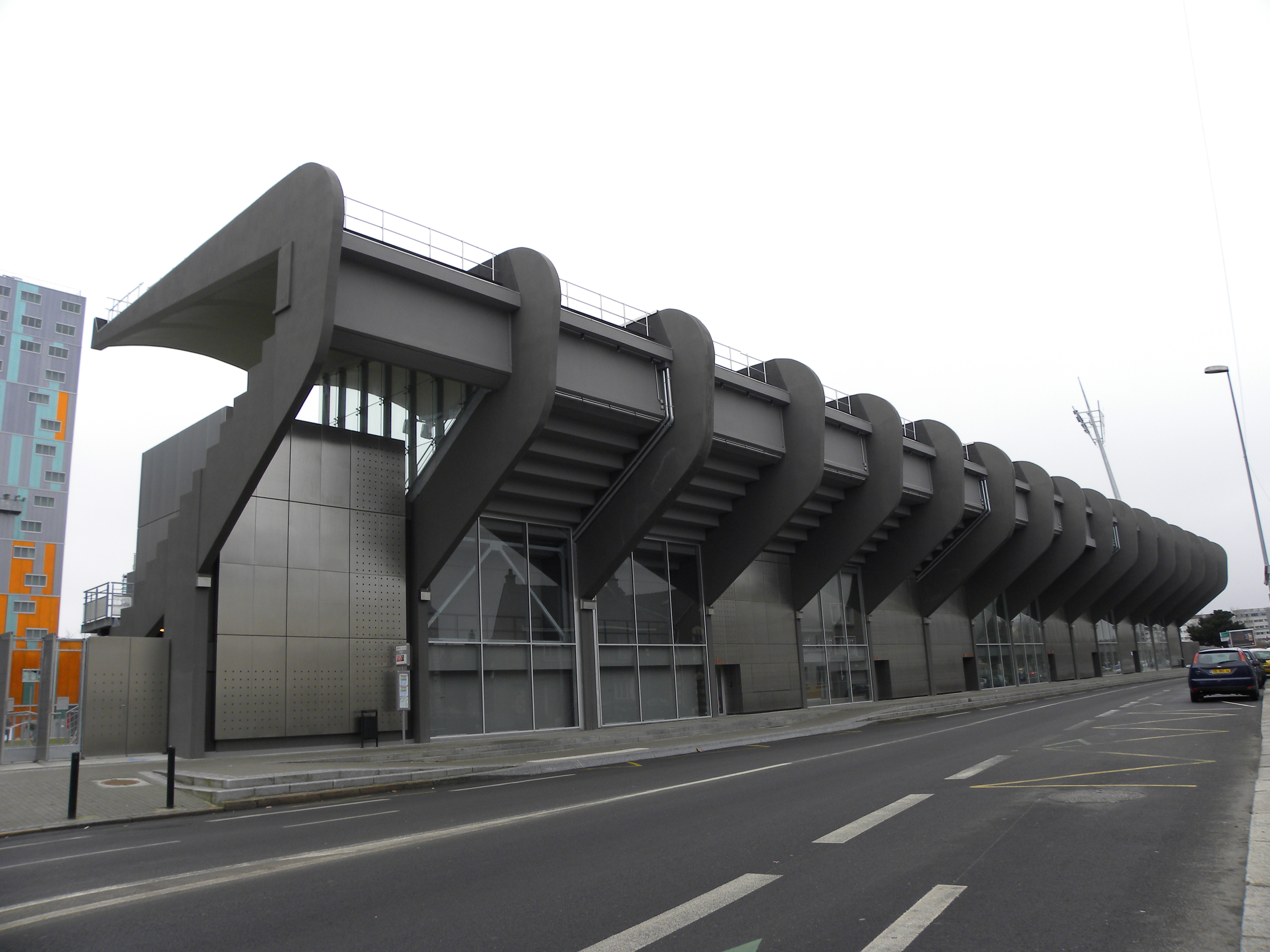
Vue extérieure de la tribune Nord du Stade Marcel-Saupin, ancien stade du FC Nantes, rénové en 2010.

La première rencontre entre les deux équipes a pour cadre un 32e de finale de Coupe de France 1961-1962 disputé sur terrain neutre, à Rouen, et difficilement remporté par l'ASSE sur le score de 1 à 0.

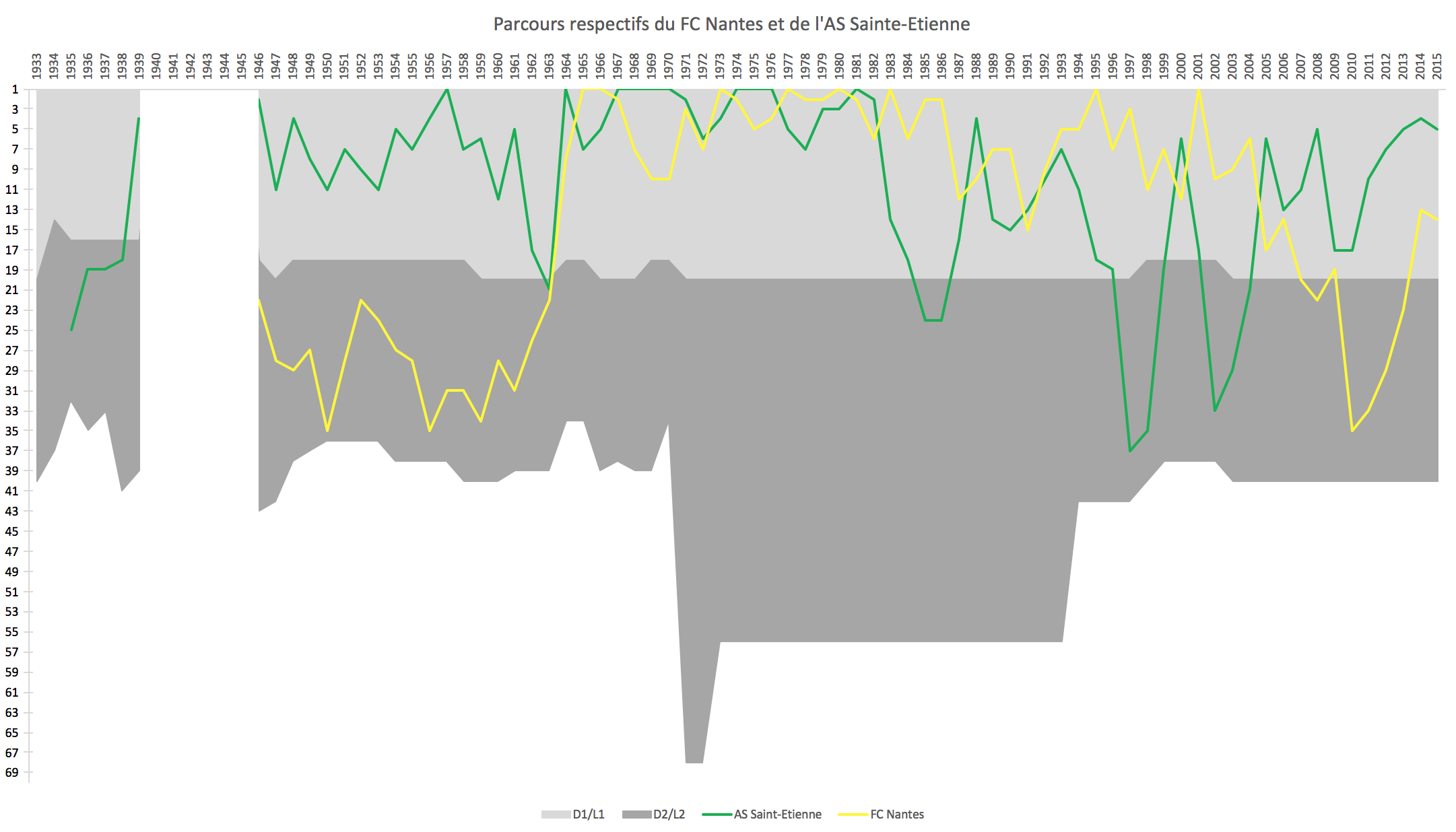
Parcours comparé de l'AS Saint-Etienne et du FC Nantes depuis l'instauration du championnat de France de football professionnel.

Cependant, la rivalité entre le FC Nantes et l'AS Saint-Étienne débute véritablement lors de la saison 1962-1963 du Championnat de France de football de Division 2. Le FCN et l'ASSE, tous deux en lutte pour une accession au niveau supérieur, s'affrontent alors par deux fois. Si les Stéphanois l'emportent largement au match aller, les Nantais prennent leur revanche lors du match retour à domicile (1-0). Les combats continuent en Division 1, et alors que le FC Nantes remporte les éditions 1964-1965 et 1965-1966, c'est l'AS Saint-Étienne qui l'empêche de réaliser l'exploit inédit de remporter trois championnats consécutifs, en terminant premier de l'édition 1966-1967, avec quatre points d'avance sur le FCN, qui sera son dauphin de la 18e journée jusqu'à la fin du championnat.
Les rencontres entre les deux clubs représentent également une véritable opposition de style, d'un côté le "jeu à la nantaise" initié par José Arribas penchant pour un jeu chatoyant, fait de passes courtes, de mouvement et de vivacité, de l'autre un jeu direct, un football plus physique et basé sur la combativité. Ainsi pour Jacques Vendroux, « Nantes et Saint-Étienne représentaient deux styles différents mais il y avait un match au cours duquel Nantes ne jouait jamais à la nantaise : contre Saint-Étienne ».

### Summum de la rivalité sportive (années 1970-1980)

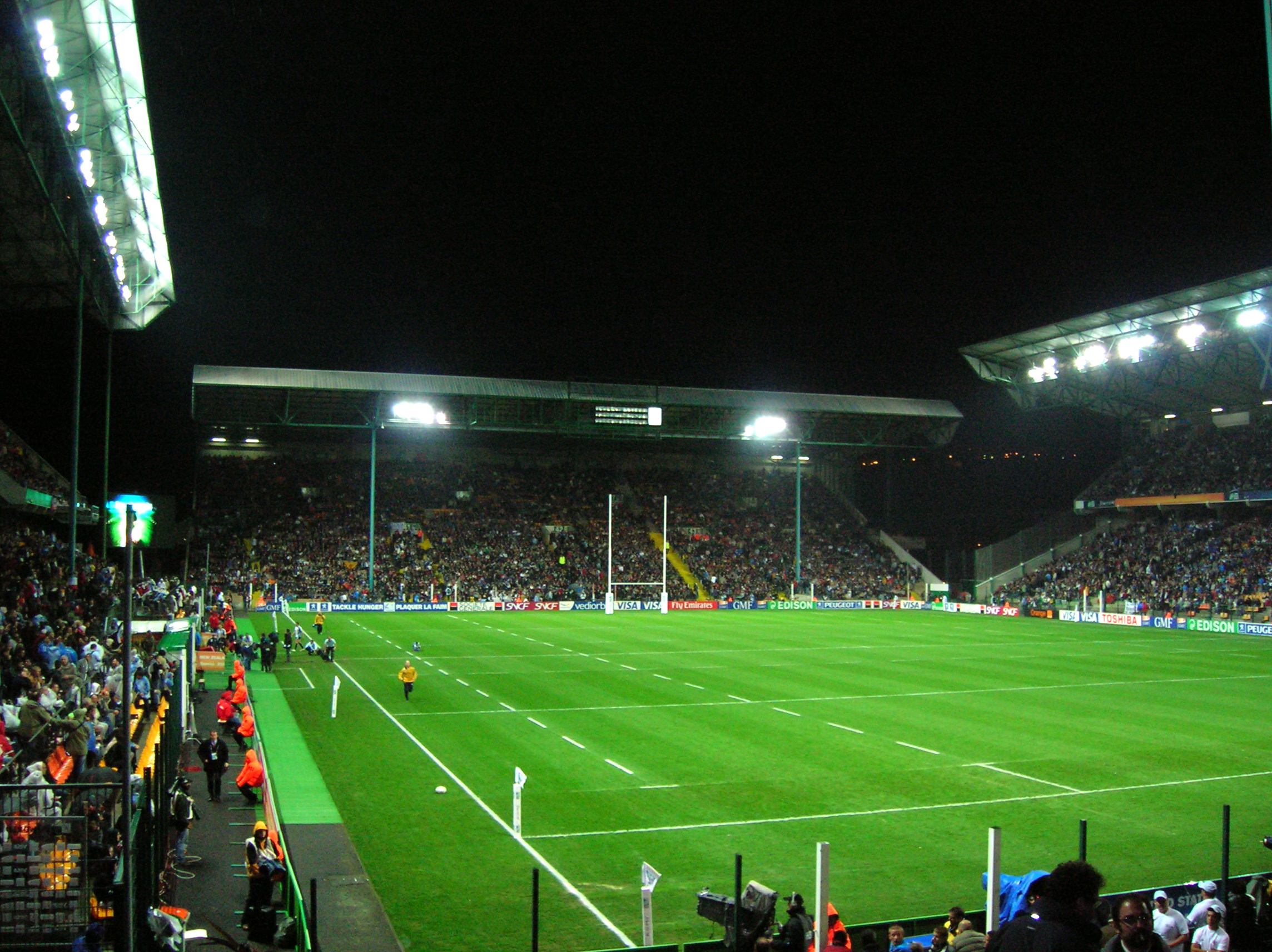
Stade Geoffroy-Guichard.

De 1970 à 1980, les transferts de joueurs restent limités, d'une part car ils étaient en règle générale moins nombreux qu'aujourd'hui, mais également car certains joueurs ne souhaitaient pas aller chez le rival.
La notoriété des Stéphanois est considérée comme supérieure à celle des Nantais, dans la mesure où l'ASSE marque les esprits avec son parcours européen en 1976.

### Baisse d'intensité depuis les années 1990

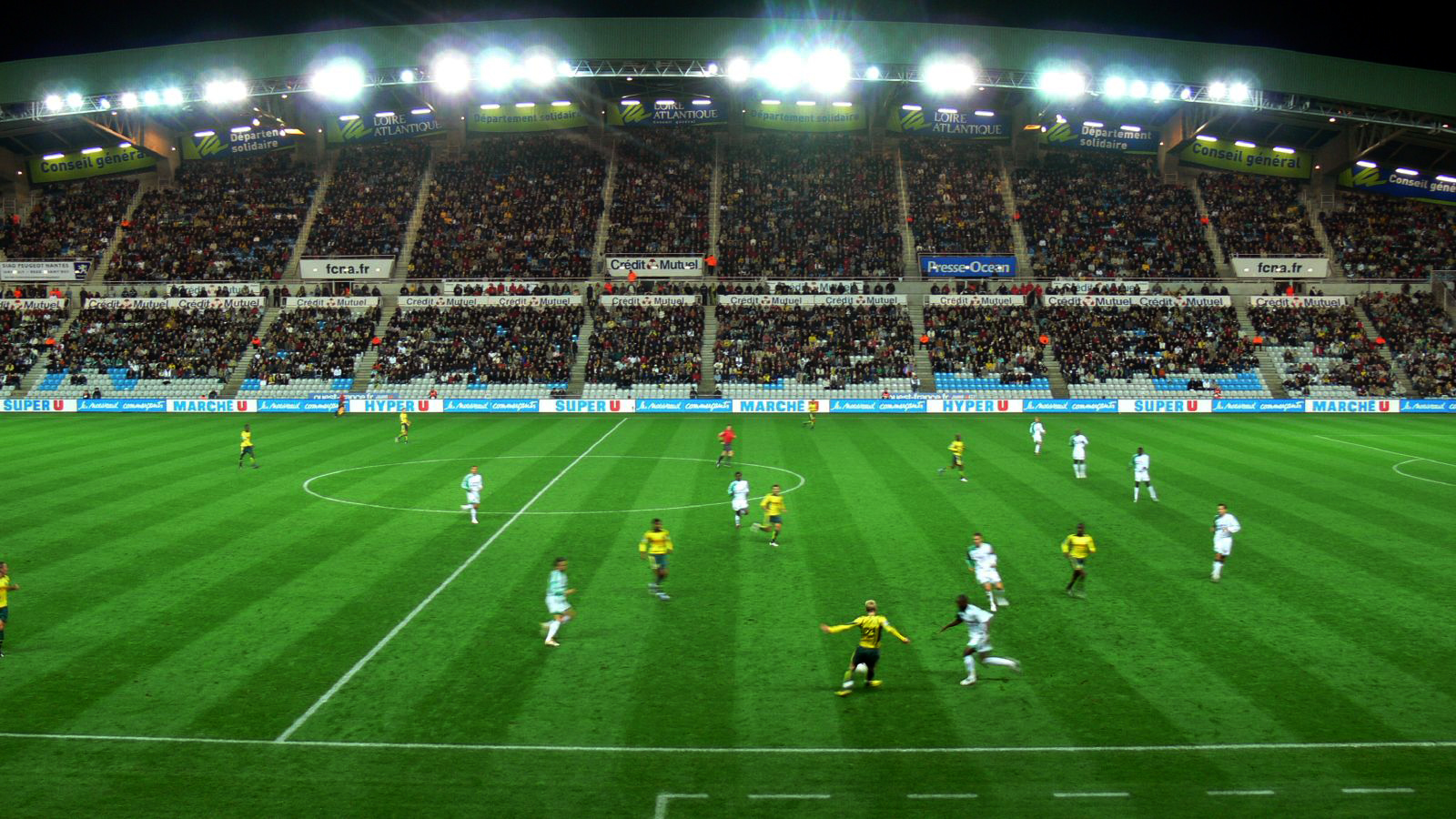
Stade de la Beaujoire lors du match de championnat FCNA-ASSE du 11 novembre 2006 (2-2).

En 2005-2006, les deux équipes-réserves des clubs se rencontrent en CFA. Le FC Nantes Atlantique II se classait troisième, alors que l'AS Saint-Étienne II était quatrième. C'est donc là un duel au sommet au Stade Marcel Saupin. Nombre de journalistes firent des comparaisons entre ce match et les rencontres des années 1970. Stéphane Moreau, entraineur du FCNA, réagit en disant « Concernant le côté nostalgique du match, ça fait toujours plaisir aux supporters. Plus que la victoire, c'est le contenu du match qui était important car nous travaillons avant tout dans une logique de formation ».
À propos des rencontres ASSE-FCN, Christophe Galtier, l'entraineur de l'AS Saint-Étienne déclare le 9 mai 2014 « J’adore ces matches-là. Les Saint-Étienne–Nantes et Nantes–Saint-Étienne ont bercé mon enfance. Même si on n’a pas les mêmes caractéristiques, on se ressemble. Comme nous, Nantes est un club qui a eu des périodes extraordinaires, qui a dominé le football français, qui a connu des passages très compliqués et qui est en train de revenir dans l’élite. À l’époque, dans les années 1970-1980, il y avait la qualité et l’état d’esprit des Verts. En face, il y avait la fameuse école nantaise et son jeu particulier ».
Le 30 janvier 2019, un hommage est rendu à Emiliano Sala après sa disparition au dessus de la Manche le 21 janvier 2019. Les deux équipes décident de s'échauffer avec des maillots à l’effigie du joueur nantais, celui des Verts disant " Pray for Sala " et celui des Nantais disant " On t'aime Emi ". De plus, les joueurs du FCN portent durant le match un maillot floqué au nom de Sala ainsi qu'un brassard vert synonyme d'espoir. Un hommage est rendu à la neuvième minute du match (numéro du maillot d'Emiliano Sala).

## Liste des rencontres

### Confrontations en matches officiels
| #   | Saison    | Date       | Compétition  | Lieu   | Rencontre   | Score      | Buteur(s) pour Nantes                                                           | Buteur(s) pour Saint-Étienne                                               | Affluence |
| --- | --------- | ---------- | ------------ | ------ | ----------- | ---------- | ------------------------------------------------------------------------------- | -------------------------------------------------------------------------- | --------- |
| 1   | 1960-1961 | 15/01/1961 | CdF (1/32e)  | Neutre | ASSE - FCN  | 1 - 0      | -                                                                               | Peyroche 61e                                                               | 3.300     |
| 2   | 1962-1963 | 09/09/1962 | D2 (J04)     | M      | FCN - ASSE  | 0 - 4      | -                                                                               | Balboa 1re, Mitoraj 16e, Baulu 28e, Faivre 76e                             | 12.706    |
| 3   |           | 05/05/1963 | D2 (J36)     | GG     | ASSE - FCN  | 0 - 1      | Boukhalfa 47e                                                                   | -                                                                          | 16.711    |
| 4   | 1963-1964 | 08/12/1963 | D1 (J14)     | GG     | ASSE - FCN  | 6 - 1      | Gondet 63e                                                                      | Herbin 13e, Mekhloufi 33e, Foix 38e, Guy 73e 83e, Ferrier 85e              | 9.106     |
| 5   |           | 17/05/1964 | D1 (J32)     | M      | FCN - ASSE  | 1 - 3      | R. Muller 77e                                                                   | Herbin 73e, Guy 75e 82e                                                    | 13.179    |
| 6   | 1964-1965 | 05/09/1964 | D1 (J02)     | M      | FCN - ASSE  | 4 - 1      | R. Muller 3e, Boukhalfa 32e, J. Simon 34e 62e                                   | Ferrier 85e                                                                | 11.888    |
| 7   |           | 03/01/1965 | D1 (J18)     | GG     | ASSE - FCN  | 2 - 0      | -                                                                               | Heutte 3e, Mekloufi 37e                                                    | 6.933     |
| 8   | 1965-1966 | 17/10/1965 | D1 (J10)     | GG     | ASSE - FCN  | 0 - 3      | Blanchet 56e, Magny 65e, Simon 90e                                              | -                                                                          | 18.522    |
| 9   |           | 26/03/1966 | D1 (J29)     | MS     | FCN - ASSE  | 5 - 0      | Blanchet 20e, Gondet 41e 85e, Géorgin 56e, R. Muller 58e,                       | -                                                                          | 21.161    |
| 10  | 1966-1967 | 09/10/1966 | D1 (J10)     | GG     | ASSE - FCN  | 3 - 3      | Magny 30e, Blanchet 36e, Kovačević 86e                                          | Fefeu 22e, Bosquier 63e (pen.), Jacquet 75e                                | 28.175    |
| 11  |           | 25/03/1967 | D1 (J29)     | MS     | FCN - ASSE  | 4 - 1      | Michel 8e, Blanchet 47e, Gondet 53e 56e                                         | H. Revelli 37e                                                             | 24.527    |
| 12  | 1967-1968 | 02/09/1967 | D1 (J04)     | MS     | FCN - ASSE  | 1 - 1      | J. Simon 16e                                                                    | H. Revelli 30e                                                             | 24.309    |
| 13  |           | 21/01/1968 | D1 (J21)     | GG     | ASSE - FCN  | 1 - 2      | Gondet 38e, J. Simon 87e                                                        | Jacquet 76e                                                                | 23.161    |
| 14  | 1968-1969 | 13/09/1968 | D1 (J03)     | GG     | ASSE - FCN  | 3 - 1      | Blanchet 47e                                                                    | Keïta 6e, H.Revelli 43e, Bosquier 63e                                      | 15.000    |
| 15  |           | 26/01/1969 | D1 (J19)     | MS     | FCN - ASSE  | 3 - 0      | Michel 12e, Courtin 37e 48e                                                     | -                                                                          | 19.288    |
| 16  | 1969-1970 | 13/08/1969 | D1 (J03)     | MS     | FCN - ASSE  | 2 - 2      | Blanchet 20e, Levavasseur 24e                                                   | H. Revelli 5e 77e                                                          | 23.411    |
| 17  |           | 31/05/1970 | CdF (Finale) | GG     | ASSE - FCN  | 5 - 0      | -                                                                               | Parizon 25e, Bereta 40e, Herbin 51e, H. Revelli 74e 87e                    | 32.894    |
| 18  |           | 14/06/1970 | D1 (J18)     | GG     | ASSE - FCN  | 2 - 3      | Kervarrec 20e, Michel 25e, Eo 34e                                               | H. Revelli 60e, Bereta 78e                                                 | 11.929    |
| 19  | 1970-1971 | 12/08/1970 | D1 (J01)     | GG     | ASSE - FCN  | 2 - 3      | Audiger 37e, Gondet 39e 48e                                                     | Keïta 1re 33e                                                              | 13.962    |
| 20  |           | 26/06/1971 | D1 (J38)     | MS     | FCN - ASSE  | 2 - 1      | Maas 20e, Blanchet 77e                                                          | Keïta 90e                                                                  | 24.249    |
| 21  | 1971-1972 | 18/08/1971 | D1 (J02)     | MS     | FCN - ASSE  | 4 - 3      | Marcos 12e (pen.) 85e, Blanchet 39e, Contassot 67e, Blanchet 39e, Contassot 67e | Sarramagna 14e, P. Revelli 30e, Larqué 78e                                 | 24.959    |
| 22  |           | 09/01/1972 | D1 (J20)     | GG     | ASSE - FCN  | 2 - 1      | Maas 4e                                                                         | Keïta 28e, De Michèle 90e (csc)                                            | 11.272    |
| 23  | 1972-1973 | 04/10/1972 | D1 (J09)     | SM     | FCN - ASSE  | 1 - 0      | Couécou 58e (pen.)                                                              | -                                                                          | 22.000    |
| 24  |           | 23/03/1973 | D1 (J27)     | GG     | ASSE - FCN  | 1 - 2      | Rampillon 46e, Arribas 80e                                                      | Parizon 25e                                                                | 16.765    |
| 25  |           | 14/04/1973 | CdF (1/4)    | GG     | ASSE - FCN  | 2 - 0      | Sarramagna 53e, Broissart 54e                                                   | -                                                                          | 13.054    |
| 26  |           | 18/04/1973 | CdF (1/4)    | SM     | FCN - ASSE  | 5 - 1 a.p. | Osman 44e, Couécou 60e 104e, Bargas 68e, Michel 115e                            | Jacquet 82e                                                                | 19.003    |
| 27  | 1973-1974 | 01/09/1973 | D1 (J06)     | GG     | ASSE - FCN  | 1 - 1      | Rampillon 57e                                                                   | Sarramagna 53e                                                             | 26.177    |
| 28  |           | 21/01/1974 | D1 (J24)     | MS     | FCN - ASSE  | 3 - 1      | Maas 11e, Amisse 62e, Michel 65e                                                | Piazza 59e                                                                 | 24.847    |
| 29  |           | 04/05/1974 | CdF (1/4)    | GG     | ASSE - FCN  | 2 - 1      | Lopez 10e (csc)                                                                 | Larqué 66e, Repellini 72e                                                  | 31.208    |
| 30  |           | 07/05/1973 | CdF (1/4)    | MS     | FCN - ASSE  | 1 - 1      | Vendrely 59e                                                                    | Larqué 72e                                                                 | 25.000    |
| 31  | 1974-1975 | 23/08/1973 | D1 (J05)     | MS     | FCN - ASSE  | 2 - 1      | Rampillon 6e, Bargas 77e                                                        | Synaeghel 38e                                                              | 18.000    |
| 32  |           | 12/01/1975 | D1 (J23)     | GG     | ASSE - FCN  | 2 - 0      | -                                                                               | Lopez 19e, Triantafilos 55e                                                | 19.448    |
| 33  | 1975-1976 | 17/10/1975 | D1 (J10)     | GG     | ASSE-FCN    | 2 - 2      | Lopez 43e (csc), Bargas 89e                                                     | P. Revelli 77e 85e                                                         | 15.632    |
| 34  |           | 20/03/1976 | D1 (J28)     | MS     | FCN - ASSE  | 3 - 0      | Bossis 8e, Gadocha 66e, Rampillon 74e                                           | -                                                                          | 26.744    |
| 35  | 1976-1977 | 12/12/1976 | D1 (J18)     | GG     | ASSE - FCN  | 2 - 0      | -                                                                               | Farison 22e, Lopez 82e                                                     | 29.512    |
| 36  |           | 01/06/1976 | D1 (J36)     | MS     | FCN - ASSE  | 3 - 0      | Rio 16e (pen.), Baronchelli 68e, Sahnoun 72e                                    | -                                                                          | 25.455    |
| 37  |           | 11/06/1977 | CdF (1/2)    | MS     | FCN - ASSE  | 3 - 0      | Lopez 5e (csc), Rio 30e (pen.) 69e                                              | -                                                                          | 25.500    |
| 38  |           | 14/06/1977 | CdF (1/2)    | GG     | ASSE - FCN  | 5 - 1 a.p. | Michel 93e                                                                      | P. Revelli 6e, Bathenay 32e, Santini 44e, Sarramagna 115e, H. Revelli 115e | 32.961    |
| 39  | 1977-1978 | 17/09/1977 | D1 (J08)     | GG     | ASSE - FCN  | 2 - 1      | Michel 58e                                                                      | Santini 25e, Rocheteau 55e                                                 | 25.714    |
| 40  |           | 03/02/1978 | D1 (J26)     | MS     | FCN - ASSE  | 1 - 0      | Amisse 70e                                                                      | -                                                                          | 24.846    |
| 41  | 1978-1979 | 22/08/1978 | D1 (J07)     | GG     | ASSE - FCN  | 3 - 1      | Pécout 65e                                                                      | Rocheteau 30e, Larios 83e 85e                                              | 26.116    |
| 42  |           | 27/12/1978 | D1 (J25)     | MS     | FCN - ASSE  | 3 - 1      | Pécout 2e, Michel 4e, Rampillon 68e                                             | Larios 6e                                                                  | 25.742    |
| 43  | 1979-1980 | 14/09/1979 | D1 (J08)     | GG     | ASSE - FCN  | 4 - 2      | Trossero 6e 80e                                                                 | Rep 32e 84e, Platini 53e, Rocheteau 70e                                    | 32.503    |
| 44  |           | 23/02/1980 | D1 (J26)     | MS     | FCN - ASSE  | 2 - 0      | Michel 33e, Pécout 82e                                                          | -                                                                          | 24.690    |
| 45  | 1980-1981 | 08/11/1980 | D1 (J17)     | GG     | ASSE-FCN    | 0 - 0      | -                                                                               | -                                                                          | 38.770    |
| 46  |           | 12/05/1981 | D1 (J35)     | MS     | FCN-ASSE    | 1 - 1      | Agerbeck 49e                                                                    | Zanon 51e                                                                  | 23.000    |
| 47  | 1981-1982 | 25/09/1981 | D1 (J11)     | GG     | ASSE-FCN    | 1 - 0      |                                                                                 | Nielsen 33e                                                                | 24.597    |
| 48  |           | 03/03/1982 | D1 (J29)     | MS     | FCN-ASSE    | 3 - 0      | Baronchelli 12e, J. Touré 29e 62e                                               | -                                                                          | 16.711    |
| 49  | 1982-1983 | 15/12/1982 | D1 (J17)     | GG     | ASSE-FCN    | 0 - 1      | Halilhodžić 53e                                                                 | -                                                                          | 17.021    |
| 50  |           | 13/05/1983 | D1 (J35)     | MS     | FCN-ASSE    | 4 - 2      | Poullain 11e, Rio 53e, Halilhodžić 68e 76e                                      | Kristiensen 56e, Rep 82e                                                   | 21.642    |
| 51  | 1983-1984 | 19/11/1983 | D1 (J19)     | GG     | ASSE-FCN    | 0 - 0      | -                                                                               | -                                                                          | 9.068     |
| 52  |           | 28/04/1984 | D1 (J37)     | MS     | FCN - ASSE  | 1 - 0      | Halilhodžić 54e                                                                 | -                                                                          | 17.000    |
| 53  | 1986-1987 | 12/11/1986 | D1 (J17)     | GG     | ASSE - FCN  | 0 - 0      | -                                                                               | -                                                                          | 16.276    |
| 54  |           | 15/05/1987 | D1 (J35)     | LB     | FCN - ASSE  | 1 - 1      | Burruchaga 88e                                                                  | Krimau 78e                                                                 | 12.000    |
| 55  | 1987-1988 | 01/08/1987 | D1 (J23)     | GG     | ASSE - FCN  | 1 - 1      | Bade 75e                                                                        | El Haddaoui 82e                                                            | 17.244    |
| 56  |           | 28/11/1987 | D1 (J21)     | LB     | FCN - ASSE  | 2 - 3      | Mo Johnston 17e, Anziani 28e                                                    | Tibeuf 2e 88e, Ferri 38e                                                   | 32.000    |
| 57  | 1988-1989 | 27/08/1988 | D1 (J09)     | LB     | FCN - ASSE  | 1 - 1      | Vercauteren 14e (pen.)                                                          | Garande 58e (pen.)                                                         | 25.000    |
| 58  |           | 18/02/1989 | D1 (J27)     | GG     | ASSE - FCN  | 1 - 1      | Henry 59e                                                                       | Fournier 71e                                                               | 21.048    |
| 59  | 1989-1990 | 30/09/1989 | D1 (J12)     | LB     | FCN - ASSE  | 2 - 0      | Youm 69e 87e                                                                    | -                                                                          | 16.000    |
| 60  |           | 24/03/1990 | D1 (J30)     | GG     | ASSE - FCN  | 0 - 0      | -                                                                               | -                                                                          | 15.134    |
| 61  | 1990-1991 | 22/09/1990 | D1 (J10)     | LB     | FCN - ASSE  | 2 - 1      | Henry 54e, N'Doram 73e                                                          | Tibeuf 44e (pen.)                                                          | 12.102    |
| 62  |           | 24/02/1991 | D1 (J28)     | GG     | ASSE - FCN  | 1 - 3      | Ferri 25e, Fernier 56e (pen.) 62e                                               | Kastendeuch 26e (pen.)                                                     | 9.253     |
| 63  | 1991-1992 | 07/09/1991 | D1 (J09)     | LB     | FCN - ASSE  | 1 - 0      | Ferri 76e                                                                       | -                                                                          | 21.199    |
| 64  |           | 17/03/1992 | D1 (J27)     | GG     | ASSE - FCN  | 2 - 1      | Vulić 53e                                                                       | Haon 65e (pen.), Pagal 90e                                                 | 11.455    |
| 65  | 1992-1993 | 30/10/1992 | D1 (J13)     | GG     | ASSE - FCNA | 1 - 0      | -                                                                               | Moravčík 25e                                                               | 23.084    |
| 66  |           | 10/04/1993 | D1 (J31)     | LB     | FCNA - ASSE | 0 - 0      | -                                                                               | -                                                                          | 30.852    |
| 67  |           | 06/06/1993 | CdF (1/2)    | GG     | ASSE - FCNA | 0 - 1      | Ouédec 81e                                                                      | -                                                                          | 28.302    |
| 68  | 1993-1994 | 31/07/1993 | D1 (J02)     | LB     | FCNA - ASSE | 1 - 0      | Ouédec 45e                                                                      | -                                                                          | 25.000    |
| 69  |           | 03/12/1993 | D1 (J20)     | GG     | ASSE - FCNA | 1 - 1      | N'Doram 14e                                                                     | Wohlfarth 68e                                                              | 9.431     |
| 70  | 1994-1995 | 17/09/1994 | D1 (J09)     | LB     | FCNA - ASSE | 3 - 0      | Loko 2e, Ouédec 4e, Makelele 19e                                                | -                                                                          | 30.000    |
| 71  |           | 24/02/1995 | D1 (J27)     | GG     | ASSE - FCNA | 1 - 1      | Ouédec 20e                                                                      | Karembeu 61e (csc)                                                         | 15.481    |
| 72  | 1995-1996 | 29/08/1995 | D1 (J07)     | LB     | FCNA - ASSE | 2 - 2      | N'Doram 9e (pen.), Kosecki 58e                                                  | Moravčík 56e, Decroix 70e (csc)                                            | 26.388    |
| 73  |           | 28/01/1996 | D1 (J25)     | GG     | ASSE - FCNA | 0 - 0      | -                                                                               | -                                                                          | 8.630     |
| 74  | 1999-2000 | 06/08/1999 | D1 (J02)     | GG     | ASSE - FCNA | 0 - 2      | Monterrubio 36e, Sibierski 90e                                                  | -                                                                          | 27.724    |
| 75  |           | 03/12/1999 | D1 (J18)     | LB     | FCNA - ASSE | 0 - 1      | -                                                                               | Aloísio 34e                                                                | 30.121    |
| 76  |           | 09/01/2000 | CdL (1/16e)  | GG     | ASSE - FCNA | 3 - 1      | Potillon 11e (csc)                                                              | Pedron 9e, Alex 19e, Revelles 36e                                          | 17.953    |
| 77  | 2000-2001 | 26/11/2000 | D1 (J17)     | GG     | ASSE - FCNA | 0 - 2      | Moldovan 55e, Ziani 85e                                                         | -                                                                          | 29.042    |
| 78  |           | 12/05/2000 | D1 (J33)     | LB     | FCNA - ASSE | 1 - 0      | Vahirua 10e                                                                     | -                                                                          | 35.000    |
| 79  | 2004-2005 | 11/09/2004 | L1 (J05)     | GG     | ASSE - FCNA | 0 - 0      | -                                                                               | -                                                                          | 30.319    |
| 80  |           | 26/01/2005 | L1 (J23)     | LB     | FCNA - ASSE | 0 - 0      | -                                                                               | -                                                                          | 33.682    |
| 81  | 2005-2006 | 15/10/2005 | L1 (J11)     | LB     | FCNA - ASSE | 1 - 1      | Keșerü 3e                                                                       | Savinaud 11e (csc)                                                         | 34.375    |
| 82  |           | 05/03/2006 | L1 (J29)     | GG     | ASSE - FCNA | 1 - 0      | -                                                                               | Mazure 91e                                                                 | 24.359    |
| 83  | 2006-2007 | 11/11/2006 | L1 (J13)     | LB     | FCNA - ASSE | 2 - 2      | Cubilier 39e, Boukhari 89e                                                      | Feindouno 45e, Hognon 93e                                                  | 32.404    |
| 84  |           | 07/04/2007 | L1 (J31)     | GG     | ASSE - FCNA | 2 - 1      | Diallo 29e                                                                      | Hognon 27e, Gomis 34e                                                      | 33.606    |
| 85  | 2008-2009 | 18/10/2008 | L1 (J09)     | LB     | FCN - ASSE  | 1 - 0      | Bekamenga 27e                                                                   | -                                                                          | 31.407    |
| 86  |           | 08/03/2009 | L1 (J27)     | GG     | ASSE - FCN  | 2 - 1      | Klasnic 8e                                                                      | Ilan 11e (pen.) 30e                                                        | 22.441    |
| 87  | 2013-2014 | 21/12/2012 | L1 (J19)     | GG     | ASSE - FCN  | 2 - 0      | -                                                                               | Corgnet 24e, Erding 83e                                                    | 33.704    |
| 88  |           | 10/05/2014 | L1 (J37)     | LB     | FCN - ASSE  | 1 - 3      | Gakpé 81e                                                                       | Erding 10e 45e, Gradel 23e (pen.)                                          | 36.609    |
| 89  | 2014-2015 | 23/11/2014 | L1 (J14)     | LB     | FCN - ASSE  | 0 - 0      | -                                                                               | -                                                                          | 32.324    |
| 90  |           | 12/04/2015 | L1 (J32)     | GG     | ASSE - FCN  | 1 - 0      | -                                                                               | Tabanou 18e                                                                | 37.417    |
| 91  | 2015-2016 | 20/09/2015 | L1 (J6)      | GG     | ASSE -FCN   | 2 - 0      | -                                                                               | Bamba 26e, Beric 47e                                                       | 28.846    |
| 92  |           | 10/01/16   | L1 (J20)     | LB     | FCN - ASSE  | 2 - 1      | Audel 29e, Sigþórsson 77e                                                       | Roux 14e (pen)                                                             | 25.509    |
| 93  | 2016-2017 | 21/09/2016 | L1 (J6)      | LB     | FCN - ASSE  | 0 - 0      | -                                                                               | -                                                                          | 18.823    |
| 94  |           | 09/04/2017 | L1 (J32)     | GG     | ASSE-FCN    | 1-1        | Nakoulma 15e                                                                    | Corgnet 70e                                                                | 30.134    |
| 95  | 2017-2018 | 03/12/2017 | L1 (J16)     | GG     | ASSE-FCN    | 1-1        | Sala 61e                                                                        | Pajot 38e                                                                  | 24.085    |
| 96  |           | 01/04/2018 | L1 (J31)     | LB     | FCN-ASSE    | 0-3        | -                                                                               | Debuchy 17e, Cabella 54e 63e                                               | 31.043    |
| 97  | 2018-2019 | 30/11/2018 | L1 (J15)     | GG     | ASSE-FCN    | 3-0        | -                                                                               | Beric 72e, Khazri 84e, Kolodziejczak 90e                                   | 21.884    |
| 98  | 2018-2019 | 30/01/2019 | L1 (J22)     | LB     | FCN-ASSE    | 1-1        | Waris 68e                                                                       | Cabella 57e                                                                | 28 748    |
| 99  | 2019-2020 | 10/11/2019 | L1 (J13)     | LB     | FCN-ASSE    | 2-3        | Blas 14e, Louza 26e                                                             | Trauco 22e, Bouanga 34e 67e                                                | 34 191    |
| 100 | 2019-2020 | 12/01/2020 | L1 (J20)     | GG     | ASSE-FCN    | 0-2        | Abeid 24e, Blas 49e                                                             | -                                                                          | 0         |
| 101 | 2020-2021 | 20/09/2020 | L1 (J4)      | LB     | FCN-ASSE    | 2-2        | Simon 71e, Emond 85e                                                            | Aouchiche 2e, Maçon 66e                                                    | 5.000     |
| 102 | 2020-2021 | 03/02/2021 | L1 (J23)     | GG     | ASSE-FCN    | 1-1        | Kolo Muani 36e                                                                  | Camara 57e                                                                 | 0         |
| 103 | 2021-2022 | 22/12/2021 | L1 (J19)     | GG     | ASSE-FCN    | 0-1        | Kolo Muani 83e                                                                  | -                                                                          |           |
| 104 | 2021-2022 | 21/05/2022 | L1 (J38)     | LB     | FCN-ASSE    | 1-1        | Blas 23e (pen.)                                                                 | Hamouma 79e                                                                |           |

- Victoire du FC Nantes
- Victoire de l'AS Saint-Étienne

M/MS = Stade Malakoff/Marcel-Saupin puis LB = Stade de La Beaujoire (Nantes); GG = Stade Geoffroy-Guichard (Saint-Étienne).
D1/L1 = Division 1/Ligue 1; D2/L2 = Division 2/Ligue 2; CdF = Coupe de France; CdL = Coupe de la Ligue.

### Confrontations en matches non-officiels
| # | Saison    | Date       | Compétition | Lieu   | Rencontre  | Score | Buteur(s) pour Nantes       | Buteur(s) pour Saint-Étienne | Affluence |
| - | --------- | ---------- | ----------- | ------ | ---------- | ----- | --------------------------- | ---------------------------- | --------- |
|   | 2003-2004 | 14/11/2003 | Amical      | Cholet | FCN - ASSE | 2 - 0 | Ahamada 34e 39e             | -                            | 4.000     |
|   | 2006-2007 | 21/07/2006 | Amical      | Cholet | FCN - ASSE | 3 - 0 | Boukhari 1re 2e, Diallo 64e | -                            | 4.000     |
|   | 2015-2016 | 15/07/2015 | Amical      | Vannes | FCN - ASSE | 2 - 0 | Bammou 42e, Iloki 57e       | -                            | 3.500     |

- Victoire du FC Nantes
- Victoire de l'AS Saint-Étienne

## Bilan
Le tableau suivant dresse le bilan des confrontations officielles entre les deux clubs. Dans les rencontres à élimination directe allant aux tirs au but, la rencontre est comptabilisée comme match nul.
|                                | Matchs | Victoires de Nantes | Matchs nuls | Victoires de Saint-Étienne | Buts pour Nantes | Buts pour Saint-Étienne |
| ------------------------------ | ------ | ------------------- | ----------- | -------------------------- | ---------------- | ----------------------- |
| Championnat de France de D1/L1 | 92     | 36                  | 31          | 25                         | 129              | 107                     |
| Championnat de France de D2/L2 | 2      | 1                   | 0           | 1                          | 1                | 4                       |
| Coupe de France                | 9      | 3                   | 1           | 5                          | 12               | 17                      |
| Coupe de la Ligue              | 1      | 0                   | 0           | 1                          | 1                | 3                       |
| Total                          | 104    | 40                  | 32          | 32                         | 143              | 131                     |

## Palmarès des équipes
| Équipe           | Titre de champion | Coupe de France | Coupe de la Ligue | Trophée des Champions | Ligue des Champions (C1) | Coupe des Coupes (C2) | Ligue Europa (C3) | Coupe Intertoto (C4) | Titre de champion de D2 |
| ---------------- | ----------------- | --------------- | ----------------- | --------------------- | ------------------------ | --------------------- | ----------------- | -------------------- | ----------------------- |
| FC Nantes        | 8                 | 4               | 1                 | 3                     | 0                        | 0                     | 0                 | 0                    | 0                       |
| AS Saint-Étienne | 10                | 6               | 1                 | 5                     | 0                        | 0                     | 0                 | 0                    | 3                       |